# Paratalanta
Paratalanta é um gênero de mariposa pertencente à família Crambidae.